# June Almeida
June Dalziel Almeida (Glasgow, 5 de outubro de 1930 - Bexhill, 1 de dezembro de 2007) foi uma viróloga escocesa que, com pouca educação formal, foi doutora em ciências e pioneira em imagens, identificação e diagnóstico de vírus. Reconhecida por ter descoberto o primeiro coronavírus humano em 1964, e por criar um método de visualização do vírus, usando anticorpos para agregá-los. Em 1979, criou o Manual para diagnóstico viral laboratorial rápido para a Organização Mundial de Saúde (OMS).

## Biografia
June cresceu em um bairro pobre no nordeste de Glasgow, filha de Jane Dalziel e do motorista de ônibus Harry Leonard Hart. Aos dezasseis anos, deixou a escola para trabalhar como técnica em histopatologia na Enfermaria Real de Glasgow. Posteriormente, mudou-se para o Hospital St. Bartholomew para continuar sua carreira.
Em 1954, casou-se com Enrique Rosalio (Henry) Almeida, um artista venezuelano com quem teve uma filha, Joyce. Com a família, ela mudou-se para o Canadá, onde trabalhou no Ontario Cancer Institute como eletronmicroscopista. Apesar de ter poucas qualificações formais, ela foi promovida de acordo com suas habilidades. As publicações lhe deram crédito por seu trabalho na identificação da estrutura viral. Em 1964, ela foi convidada para trabalhar na pós-graduação na Escola Médica do Hospital St. Thomas, onde se tornou colaboradora na equipe do Dr. David Tyrrell, diretor do Common Cold Research Center – o centro de pesquisa sobre o resfriado comum. O grupo usava lavagens nasais de voluntários para cultivar e identificar alguns vírus comuns associados ao resfriado. Lá, ela desenvolveu um método para visualizar melhor os vírus usando anticorpos para agregá-los. Ela trabalhou no vírus da hepatite B e nos vírus do resfriado.
June Almeida produziu as primeiras imagens do vírus da rubéola usando imuno-microscopia eletrônica. David Tyrrell e ela trabalharam na caracterização de um novo tipo de coronavírus. Essa família inclui o vírus SARS e o vírus SARS-CoV-2 que causa a COVID-19.
Ela seguiu Waterson até a Escola de Medicina de Pós-Graduação em Londres, onde suas contribuições aos artigos foram reconhecidas com um Doutorado. Terminou sua carreira no Instituto Wellcome. Enquanto trabalhava para a Wellcome, foi nomeada em várias patentes na área da imagiologia de vírus. Em 1970, Albert Kapikian passou seis meses no Reino Unido, onde, por sugestão de seu chefe, estudou as técnicas de Almeida. De volta aos EUA, usou essas técnicas para identificar uma causa de gastroenterite não bacteriana – o vírus Norwalk.
Deixou a Wellcome e começou a ensinar ioga, mas retornou como consultora no final dos anos 80, quando ajudou a tirar novas fotos do vírus HIV. Ela publicou o Manual for rapid laboratory viral diagnosis em 1979 para a Organização Mundial da Saúde (OMS).

## Morte
Almeida morreu em Bexhill de um ataque cardíaco em 2007.

## Legado
Após a pandemia de COVID-19, sua pesquisa voltou a ser notada. A BBC descreveu Almeida como "a mulher que descobriu o primeiro coronavírus ".